# Ойна

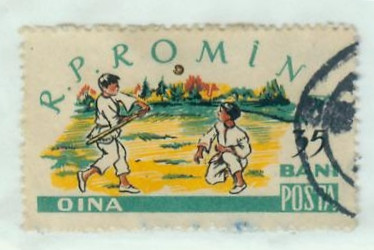
Гра ойна (поштова марка), Румунія

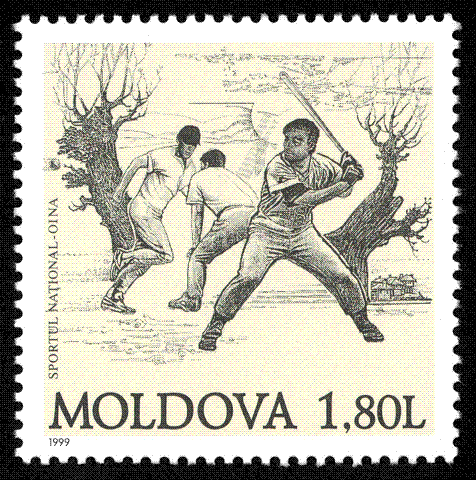
Гра ойна (поштова марка), Республіка Молдова

Ойна (або хойна) — традиційна румунська спортивна гра. Ойна була поширена по всій країні, маючи чималу кількість назв і варіантів: у Банаті її називали «lopta mica» або «pila», у Трансільванії «de-a-lunga» або «longa lopta», у жудеці Сібіу «fuga», у Мунтенії та Молдові «hoina», а потім oina, у Марамуреші «ojerul» або «oirul», у Добруджі «de a lunga», у Буковині «batute-pascute» або «coroana» тощо. У деяких місцевостях в ойну грали також дівчата, під назвою «oiniță». Ойна подібна до спортивних національних ігор з биткою та м'ячем, поширених в інших країнах, такі як німецький Schlagball, фінський pesäpallo, французькі ігри paume та thèque, ірландська Cluiche Corr, англійський раундерз (rounders), British baseball, валійський Welsh baseball, польські palant і kwadrant та українська гилка. Так само ойна - близька родичка крикету й олімпійських видів спорту софтболу і бейсболу.
Для гри необхідні комплексні фізичні якості (швидкість бігу для перебіжчиків та захисників, спритність для захисту долонями від кидків м'яча - "квацання", влучність передавання м'яча партнерові та кидків у перебіжчика, а також відбивання м'яча биткою).
14 березня 2023 року Палата депутатів проголосувала за те, щоб ойна стала національним видом спорту Румунії, а 9 травня — Національним днем ойни.

## Історія
Згідно з тогочасними літописами та хроніками в ойну грали безперервно принаймні з 14 століття, уперше її згадують у документах 1364 року, за часів правління Влайку Воде.
Ще одне документальне підтвердження з'являється 1596 року, коли італійський космограф Джан Лоренцо д'Ананія згадує ойну в праці «Універсальна світова система» в розділі про Верхню Валахію.
Згадки про ойну так само можна знайти в праці Стефана Матюса «Дієтика» 1762 року, надрукованій у Клужі, а також у священника Ніколае Стойки з Гацега, який 1763 року розповідає про роки, проведені в Тімішоарі, де він грав із дітьми на церковному подвір'ї «маленьким м'ячем».
Спіру Харет вніс радикальні зміни в ойну, надавши їй характер спортивної гри, його справедливо вважають батьком ойни. За допомогою «Реформи освіти» 1898 року, а також інших міністерських рішень, він запровадив обов'язкове вивчення ойни в школах усіх ступенів. «Ойна може дати нове життя румунській школі, будучи чудовим засобом фізичного виховання, справжнім типом румунської спортивної гри», — сказав Спіру Харет.

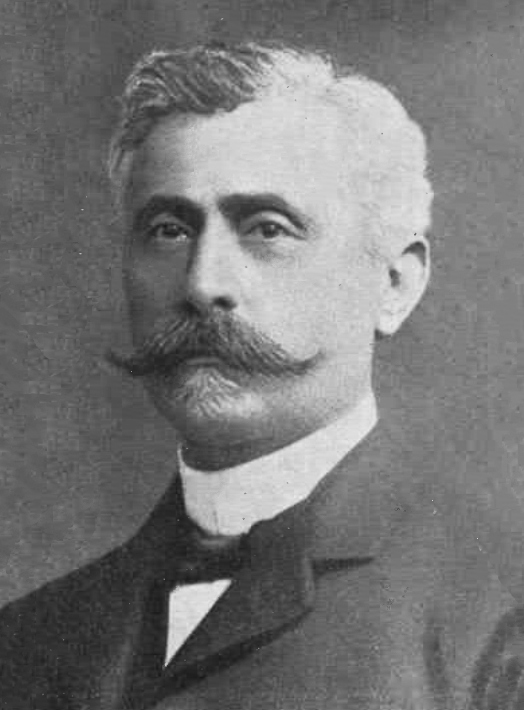
Спіру К. Харет (нар. 15 лютого 1851, Ясси – пом. 17 грудня 1912, Бухарест) – математик, астроном, педагог та політичний діяч. Один з ініціаторів відродження ойни.

9 травня 1899 року в Бухаресті відбувся перший національний чемпіонат з ойни, переможцем якого стала команда середньої школи Ніколае Белческу з Браїли.

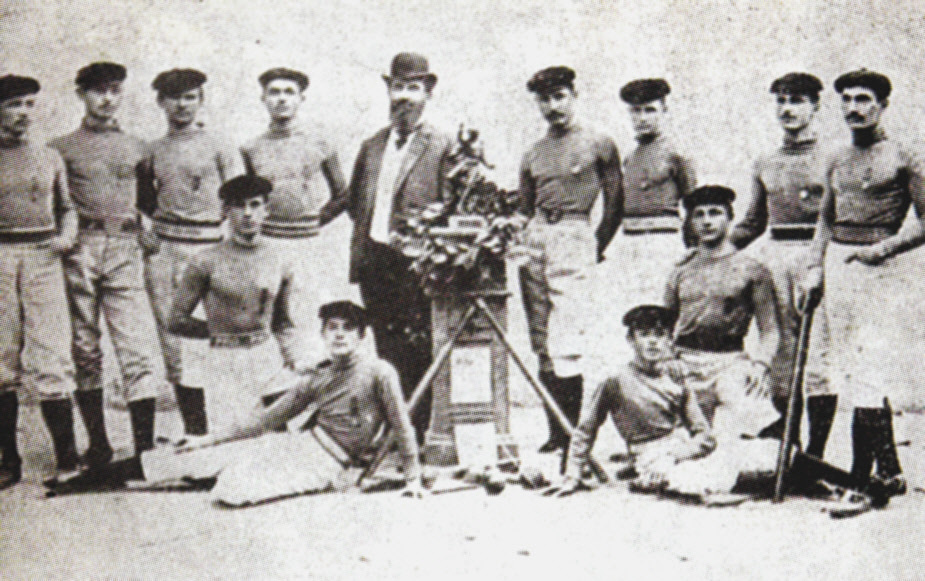
Команда з ойни. Середня школа імені Ніколае Белческу, місто Браїла, Румунія. Перші в історії переможці національного чемпіонату з ойни, 1899 рік.

В Офіційному віснику №. 49 від 3 червня 1912 р. правила гри було опубліковано повністю, тобто це стало офіційним визнанням ойни.
На початку грудня 1912 року в Бухаресті було засновано «Федерацію спортивних товариств Румунії» (FSSR), до складу якої увійшла «Комісія з ойни».
Румунську федерацію ойни було засновано в червні 1932 року.
Після Другої світової війни ойна відновила свою популярність, відбулася низка місцевих та національних змагань, таких як: Кубок надій, Кубок регіонів, Кубок Румунії, Національний чемпіонат серед дорослих та юніорів, Кубок міст, Кубок сіл, Кубок агропромислових вишів, Чемпіонат серед університетів, Динамовіада, Спартакіада, Кубок Федерації, Чемпіонат серед шкіл та інші.
29 червня 1949 року створено «Центральну комісію з ойни», яка закладає основи для підготовки тренерів, суддів, інструкторів у школах, змінює правила гри тощо. У цей період розвиток ойни пішов угору, вона набула популярності по всій країні.
Після 1990 року популярність ойни дещо занепала, що ледь не призвело до зникнення гри.
Останніми роками Федерація ойни Румунії розпочала низку акцій з відродження цього виду спорту. Чимала кількість традиційних центрів була відновлена, а також були залучені до відновлення нові регіони, у наш час ойна поширена в понад 40 округах Румунії.
Окрім поширення ойни в регіонах Румунії, Федерація ойни Румунії активно популяризує цю гру за межами країни, організовуючи показові турніри в різних країнах (Сербія, Японія, Індонезія, Англія, Польща, Німеччина, Індія, Пакистан, Хорватія, Україна). Для інтернаціоналізації Федерація налагоджує партнерські відносини з інституціями за межами країни (як це було в Україні, Індії, Пакистані, Англії та Туреччині) або з людьми, які хочуть допомогти популяризувати цей вид спорту. У співпраці із цими людьми та установами FRO створює навчальні посібники та посібники з ойни різними іноземними мовами.
2022 року за активної підтримки Федерації ойни Румунії в Україні вийшли друком навчально-методичні посібники "Правила гри в ойну" та "Техніка і тактика ойни".
Функціонери Федерації ойни Румунії разом з тренерами та гравцями команд створюють чимало навчально-методичних посібників і відеоматеріалів для всіх охочих якнайкраще опанувати правила, техніку й тактику ойни.

## Поле

Поле для ойни

Поле розділено на три основні ділянки:
- ігрова зона - це прямокутник розміром 70 м завдовжки і 32 м завширшки.
- зона відбивання - завдовжки 5 м, завширшки 32 м, відмежована від ігрової зони лінією відбивання, обмежена з боків бічними лініями, а ззаду зовнішньою лінією зони відбивання.
- зона очікування на вороття - завдовжки 5 м, завширшки 32 м, де перебіжчики перебувають у безпеці (їх у ній не можна "квацати"), вона відмежована від ігрової зони лінією очікування на вороття, обмежена з боків бічними лініями, а ззаду зовнішньою лінією зони очікування на вороття.

Гравець команди нападу (яка відбиває м'яч биткою) повинен упродовж гри пройти лінії поля в такому порядку:
- стартова лінія (ліворуч лінії відбивання)
- лінія фінішу (ліворуч внутрішньої лінії зони очікування на вороття)
- лінія вороття (праворуч внутрішньої лінії зони очікування на вороття)
- лінія повернення (праворуч лінії відбивання)

Ігрову зону також поділено на квадрати та трикутники: коридор руху вперед (від лінії старту): 1-й трикутник коридору руху вперед; 1-й квадрат коридору руху вперед; 2-й квадрат коридору руху вперед; 2-й трикутник коридору руху вперед; коридор руху назад (від лінії вороття): 1-й трикутник коридору руху назад; 1-й квадрат коридору руху назад; 2-й квадрат коридору руху назад; 2-й трикутник коридору руху назад. На перетині ліній усередині ігрової зони розташовані 2-метрові кола, які визначають позиції центральних півзахисників і крайніх захисників. Два півкола використовують для подавання м'яча та вдару по ньому биткою. Також у зоні відбивання гравці чекають свого виходу до битки на лінії очікування биткарів.

## Гравці
Дві команди по 11 гравців. Одна команда нападу: її гравці подають м'яч (підгилювач), відбивають м'яч биткою (биткар) у поле та здійснюють перебіжки (перебіжчики) через коридор руху вперед і коридор руху назад. Інша команда захисту: її гравці ловлять м'яч у полі та "квацають" (влучають) ним перебіжчиків. Після перерви в другій половині гри команди міняються ролями.
Гравці команди захисту (яка ловить м'яч) займають такі позиції на полі:
- 3 центральні півзахисники (mijlocași): 1-й центральний півзахисник, 2-й центральний півзахисник, 3-й центральний півзахисник;
- 3 крайні захисники коридору руху вперед (mărginași de ducere): 1-й лівий захисник, 2-й лівий захисник, 3-й лівий захисник (від лінії старту);
- 3 крайні захисники коридору руху назад (mărginași de Intoarcere): 1-й правий захисник, 2-й правий захисник, 3-й правий захисник (від лінії вороття);
- 1 захисник зони очікування на вороття (fundaș);
- 1 захисник зони відбивання (fruntaș).

Гравці команди нападу (яка відбиває м'яч биткою) міняються ролями під час періоду (однієї половини гри). Розподіл ролей такий:
- чекати черги виходу для відбивання м'яча за лінією очікування
- подавати (підгилювач) м'яч для биткаря
- відбивання (биткар) м'яча биткою
- чекати (перебіжчик) на лінії старту
- бігти (перебіжчик) коридором руху вперед
- чекати (перебіжчик) у зоні очікування на вороття
- бігти (перебіжчик) коридором руху назад

Кожна команда має у своєму складі капітана (baci). Другий центральний півзахисник часто це капітан команди, оскільки йому зі своєї позиції на полі найзручніше передати м'яч партнерові або влучити ("квацнути") ним у перебіжчика.
Обидві команди мають право на п'ять запасних гравців і п'ять замін.

## Правила гри
Ойна — спортивна гра, яку проводять просто неба, на прямокутному полі, бажано з трав'яним покривом, між двома командами по 11 гравців кожна.
Початок гри такий: гравець команди нападу — підгилювач підкидає м'яч, а його партнер — биткар б'є по ньому биткою, прагнучи відбити його якомога далі в поле. Після цього, якщо м'яч спіймано командою захисту, гравець повинен бігти (з іншим партнером по команді або без нього) по коридору руху вперед, а потім по коридору руху назад, намагаючись не наразитися на «квацання» від команди захисту. Якщо перебіжчик зупиняє м'яч долонями, це не вважають за «квацання». Перебіжчику не дозволено ловити м'яч, він повинен негайно покласти його неподалік себе. Якщо перебіжчика «квацнули» (улучили в нього м'ячем) у коридорі руху вперед, то він іде в зону очікування на вороття. Якщо його «квацнули» у коридорі руху назад, то він вибуває з гри.
Щоразу, коли відбитий м'яч потрапляє на один із квадратів/трикутників, команда нападу здобуває очко. Два очки нараховують, якщо м'яч перетинає кінцеву лінію, і жодних очок, якщо м'яч виходить за бічні лінії майданчика.
Команда захисту здобуває два очки щоразу, коли їй вдається влучити м'ячем у перебіжчика, тобто «квацнути» його.

## Інвентар

### Битка
Битку використовують гравці команди нападу (биткарі) для ударів по м'ячу під час гри та двійко капітанів команд для жеребкування до початку гри — вибору поля.
Битка виготовлена з твердих порід деревини (бук, ясен та ін.)
Має форму конусоподібного стовбура, завдовжки 90-100 см, діаметром з одного кінця 5 см (ударна частина), з протилежного 3,5 см (руків'я).
Для дітей битка завдовжки 75-80 см, діаметром 4 см (ударна частина) на одному кінці та 2,5 см на іншому (руків'я).
Битка кругла по всій довжині. Руків'я битки має бути з кільцевими канавками шириною та глибиною 2 мм, віддаленими одна від одної на 2 см на довжині близько 20 см, щоб вона не вислизала з руки під час удару по м'ячу.
Щоб забезпечити кращий контакт, можна обмотати стрічкову гуму навколо руків'я битки, однакової довжини. Битка може бути з «п'ятою» (потовщення, упор на кінці руків'я), яка входить у довжину битки.

### М'яч
М'яч для ойни сферичний, діаметром бл. 8 см, окружністю бл. 25 см і вагою прибл. 140 г.
Його виготовляють зі шкіри і наповнюють кінською, великої рогатої худоби або свинячою шерстю, але в жодному разі не тирсою, ганчірками, камінням, піском або волоссям.
Для ігор між дітьми м'ячі діаметром прибл. 7 см, окружністю бл. 22 см, вагою бл. 100 г.
М'яч виготовлений з 8 окремих частин шкіри одного кольору, вирізаних у формі вигнутих рівносторонніх трикутників і зшитих разом.

## Варіанти гри
Трапляються такі офіційні варіанти гри в ойну: 11 на 11 гравців, 8 на 8 гравців (на два коридори), 8 на 8 гравців (на один коридор) та 6 на 6 гравців. 

## Федерація ойни Румунії
Історія Федерації ойни Румунії бере свій початок з 1912 року. Відтоді вона неодноразово змінювала свою назву та статус, входячи до різних спортивних структур. Але починаючи з грудня 1989 року і дотепер, ця спортивна організація функціонує під назвою Федерація ойни Румунії (Federatia Romana de Oina).
Під егідою Федерації ойни Румунії відбувається чимало спортивних заходів і на теренах країни, і за її межами, так само Федерація ойни Румунії щороку проводить низку традиційних змагань для різних статей та вікових категорій.
Чоловіки: - Чемпіонат Румунії з ойни 11 на 11 гравців (просто неба); - Чемпіонат Румунії з ойни 6 на 6 гравців (спортивна зала); - Чемпіонат Румунії з ойни 6 на 6 гравців (на пляжі); - Кубок Румунії з ойни 11 на 11 гравців (просто неба); - Кубок Короля з ойни 11 на 11 гравців (просто неба); - Кубок Федерації з ойни 11 на 11 гравців (просто неба); - Кубок сіл з ойни 11 на 11 гравців (просто неба).
Жінки: - Чемпіонат Румунії з ойни 11 на 11 гравчинь (просто неба); - Чемпіонат Румунії з ойни 6 на 6 гравчинь (спортивна зала); - Чемпіонат Румунії з ойни 11 на 11 гравчинь (на пляжі); - Чемпіонат Румунії з ойни 8 на 8 гравчинь (на пляжі); - Кубок Королеви з ойни 11 на 11 гравчинь (просто неба); - Кубок Федерації з ойни 11 на 11 гравчинь (просто неба); - Кубок Румунії з ойни 11 на 11 гравчинь (просто неба); - Кубок сіл з ойни 11 на 11 гравчинь (просто неба).
З 2007 року на чолі Федерації ойни Румунії її Президент – Ніколае Добре (Nicolae Dobre). 
Штаб-квартира Федерації ойни Румунії розташована в місті Констанца.

## Чоловічі команди Румунії
1. Avântul Vorona;
2. Frontiera Tomis — Constanța;
3. Straja București;
4. Victoria Unirea Dej;
5. Energia Râmnicelu;
6. Juventus Olteni;
7. Dinamic Coruia;
8. Victoria Surdila Greci;
9. Cronos Bârlad;
10. Universitatea de Vest;
11. Stejarul Parcovaci;
12. Biruința Gherăești.[15]

## Чемпіони Румунії з ойни 11 на 11 гравців
З 1951 по 2024 рік було проведено 74 Чемпіонати Румунії з ойни 11 на 11 гравців. 1958, 1960 і 2020 року Чемпіонати Румунії з ойни не проводилися.
Чемпіонами країни з ойни ставали:
- Dinamo Bucuresti – (1951 – 1952, 1955, 1959, 1964 – 1966, 1976 – 1977, 1979 – 1980, 1982 – 1984, 1987 – 1989) — 17 разів;
- C.P.B. – (1961 – 1963, 1967 – 1975, 1981, 1985 – 1986, 1990 – 1991) — 17 разів;
- Frontiera Tomis Constanta – (2004, 2006 – 2008, 2010 – 2015, 2017 – 2019, 2021 – 2024) — 17 разів;
- Siretul Bacau – (1994, 1997 – 1998, 2002, 2005) — 5 разів;
- Straja Bucuresti – (1993, 1996, 2000 – 2001, 2003) — 5 разів;
- Stiinta Bucuresti – (1953 – 1954, 1956) — 3 рази;
- Universitatea Bucuresti – (1978) — 1 раз;
- Recolta Av.Curcani – (1957) — 1 раз;
- Avantul Curcani/Stiinta Bucuresti – (1958) — титул не присвоювали;
- Coresi Bucuresti – (1992) — 1 раз;
- Granicerul Constanta – (1995) — 1 раз;
- A.C.S. Straja București – (2016) — 1 раз;
- Biruinta Gheraesti – (2009) — 1 раз;
- Victoria Dej – (1999) — 1 раз.[16]

## Кубок Короля
Володарями Кубка Короля з ойни 11 на 11 гравців ставали:
- 2013 – Frontiera Tomis Constanța;
- 2014 – Straja București;
- 2015 – Straja București;
- 2016 – Frontiera Tomis Constanța;
- 2017 – Frontiera Tomis Constanța;
- 2018 – Frontiera Tomis Constanța;
- 2019 – Straja București;
- 2020 – не проводився;
- 2021 – Frontiera Tomis Constanța;
- 2022 – Frontiera Tomis Constanța;
- 2023 – Frontiera Tomis Constanța;
- 2024 – Frontiera Tomis Constanța.[17]

## Чемпіонки Румунії з ойни 11 на 11 гравчинь
З 2016 по 2024 рік було проведено 8 Чемпіонатів Румунії з ойни 11 на 11 гравчинь. 2020 року Чемпіонат Румунії з ойни не проводився.
Чемпіонками країни з ойни ставали:
- 2016 – Horia;
- 2017 – CSM Progresul Băileşti;
- 2018 – Avântul Curcani;
- 2019 – CSM Progresul Băileşti;
- 2020 – не проводився;
- 2021 – CSM Progresul Băilești;
- 2023 – CS Dacia Mioveni 2012;
- 2024 – CS Dacia Mioveni 2012.[18]

## Кубок Королеви
Володарками Кубка Королеви з ойни 11 на 11 гравчинь ставали:
- 2018 – C.S. Dacia Mioveni 2012;
- 2019 – C.S. Progresul Băilești;
- 2020 – не проводився;
- 2021 – C.S. Dacia Mioveni 2012;
- 2022 – C.S. Progresul Băilești;
- 2023 – C.S. Dacia Mioveni 2012;
- 2024 – CSM Râmnicu Sărat.[19]